# Juan Carlos Pérez
Juan Carlos Pérez (ur. 6 października 1981 w Sucre) – boliwijski strzelec.

## Kariera
Startował w Letnich Igrzyskach Olimpijskich 2012 w konkurencji trapu, zawody ukończył na 31. miejscu.